# یادگیری شنیداری
یادگیری شنیداری (به انگلیسی: Auditory learning)، یک سبک یادگیری است که در آن فرد از طریق گوش دادن یادمی‌گیرد. هیچ مدرکی مبنی بر اینکه ارائه مطالب آموزشی در قالب شنیداری (صوتی) برای دانش‌آموزی که به عنوان یادگیرنده شنیداری شناخته می‌شود، روند یادگیری را بهبود ببخشد وجود ندارد.
طرفداران ادعا می‌کنند که یک یادگیرنده شنیداری به گوش دادن و صحبت کردن به عنوان راه اصلی یادگیری بستگی دارد. زبان‌آموزان شنوایی باید بتوانند آنچه گفته می‌شود را بشنوند تا بفهمند و ممکن است با دستورالعمل‌های ترسیم‌شده مشکل داشته باشند، اما اگر نوشته در نظم منطقی باشد، درک آن آسان‌تر می‌شود. آنها همچنین از مهارت‌های گوش دادن و تکرار برای مرتب کردن اطلاعاتی که برای آنها ارسال می‌شود استفاده می‌کنند. وقتی مردم صحبت می‌کنند، شنوندگان خوبی هستند.